# Gillian Lynne
Dame Gillian Barbara Lynne —nacida Pyrke— (Bromley, Inglaterra; 20 de febrero de 1926-Marylebone, Inglaterra; 1 de julio de 2018) fue una bailarina y coreógrafa británica, famosa por haber diseñado las coreografías de varios musicales icónicos, principalmente Cats y El fantasma de la ópera. Además de su relación con la danza ha sido actriz, directora de teatro y directora de televisión.

## Biografía
Gillian Lynne, cuyo nombre al nacer era Gillian Barbara Pyrke, nació en Bromley, condado de Kent, Inglaterra, en 1926. Demostró desde muy pequeña un especial talento para la danza, formando equipo con su amiga de la infancia Beryl Grey desde el colegio y usando la danza para superar la trágica muerte de su madre en un accidente del coche el 8 de julio de 1939, cuando Lynne tenía solamente 13 años de edad. Ambas amigas llegaron a ser famosas bailarinas de ballet.
El descubrimiento del talento de Lynee para la danza constituye una anécdota famosa, que ha sido utilizada como ejemplo en numerosas ocasiones por psicólogos y orientadores de todo el mundo. La pequeña Gillian no conseguía alcanzar resultados aceptables en la escuela, que llegó a escribir a sus padres una carta alertando sobre un posible trastorno de aprendizaje de la niña. Su madre la llevó a un psicólogo y le explicó su preocupación por la falta de atención en la clase, su incapacidad para concentrarse y mantenerse quieta. Tras escuchar a la madre, el doctor le dijo a Gillian que necesitaba hablar en privado con su madre un momento y ambos salieron del gabinete. El doctor le pidió a la madre que observase lo que la niña hacía mientras estaba sola, y vio que estaba bailando una canción que sonaba en la radio del gabinete. Tras observarla por varios minutos, el doctor hizo notar como Gillian era capaz de prestar atención a la música y concentrarse en seguir su ritmo, por lo que recomendó a la madre que la apuntase a una escuela de danza. Según declaró Gillian, «fue maravilloso encontrarse con tanta gente que no podía estar quieta y necesitaba moverse para pensar».
Lynne se casó con el actor y cantante Peter Land en 1980. Recibió la Orden del Imperio Británico en 1997 y el premio Queen Elizabeth II Coronation Award, otorgado por la Royal Academy of Dance, en 2001.
Lynne tenía su propia compañía productora, Lean Two Productions, donde producía y dirigía espectáculos para televisión, cine y teatro.

## Carrera artística

### Danza e interpretación

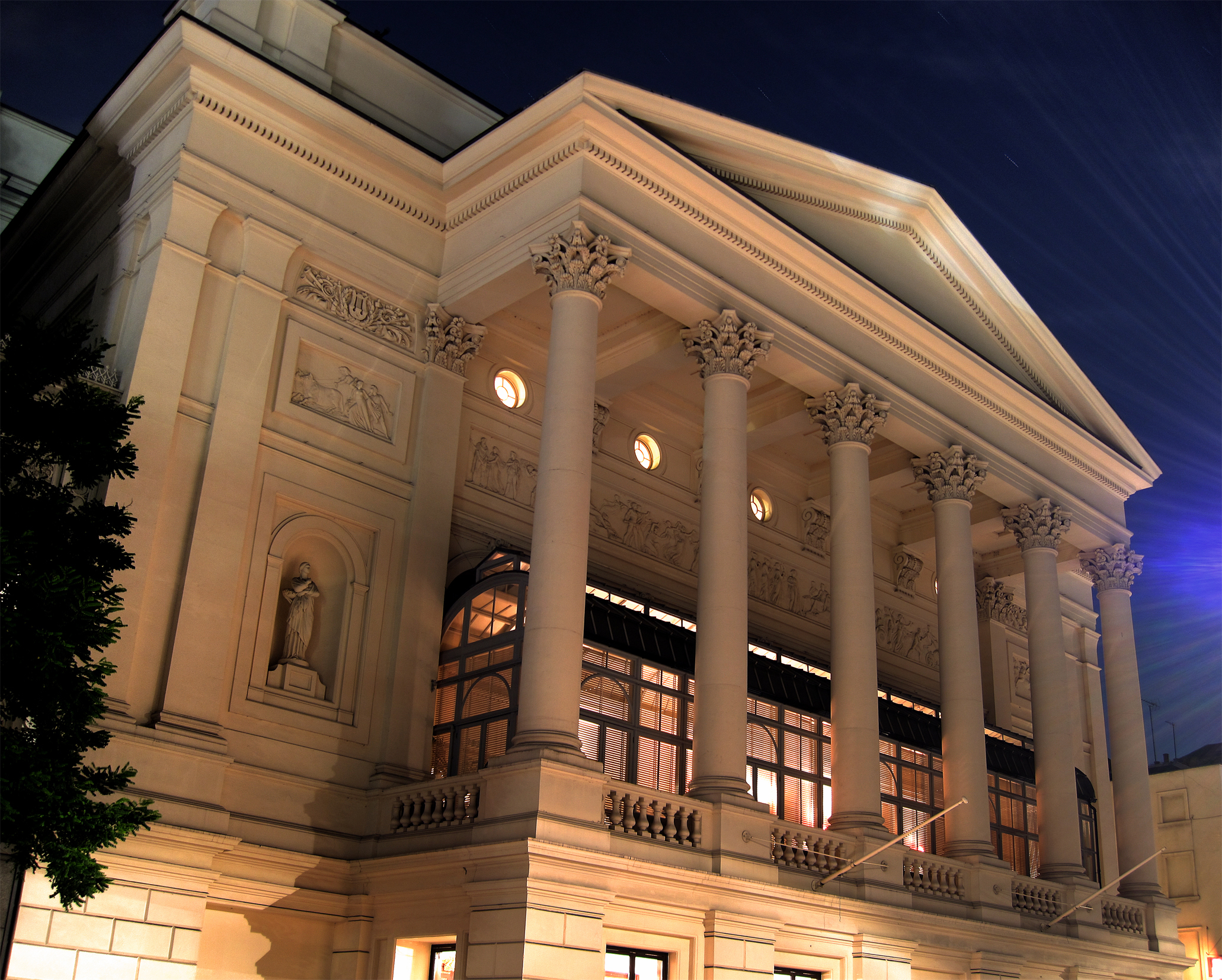
Fachada del Royal Opera House

Gillian comenzó bailando en la compañía Molly Lake's, y durante una actuación en el People's Palace llamó la atención de Ninette de Valois, quien le pidió que se uniera a la compañía Sadler's Wells Ballet durante la Segunda Guerra Mundial, cuando tenía 17 años. Tras la reapertura del Royal Opera House después de la guerra, recibió el papel de protagonista solista en la representación de La bella durmiente, de Chaikovski, la noche de su vigésimo cumpleaños. Pronto llegó a ser una bailarina admirada en el renombrado Royal Ballet, por papeles como la Reina Negra en la obra Checkmate, la Reina de las Wilis en Giselle y en papeles creados para ella en por Frederick Ashton y Robert Helpmann.
Tras dejar la compañía Sadler's Wells Ballet en 1951, continuó con sus éxitos en el London Palladium Theatre como bailarina principal y posteriormente en los teatros del West End, con papeles como Claudine en la obra Can Can en el Coliseum Theatre. También participó en cine, con papeles como el de Mariane en El señor de Balantry, protagonizada por Errol Flynn y dirigida por William Keighley en 1953, así como diversos papeles como bailarina y actriz en la televisión británica.

### Coreografía y dirección

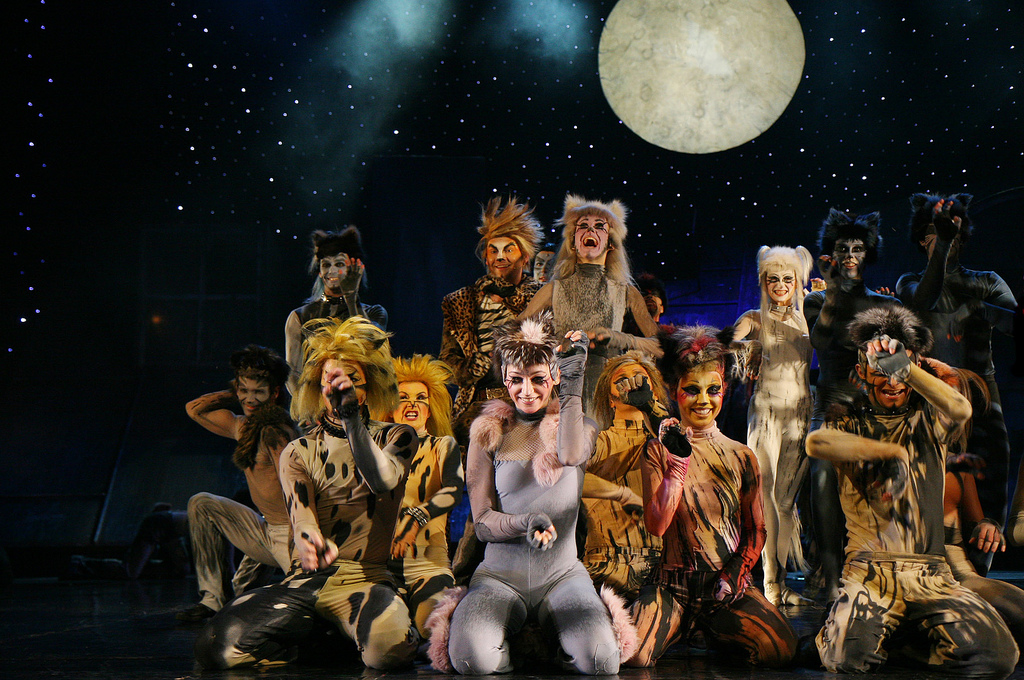
Caracterización de los actores del musical Cats

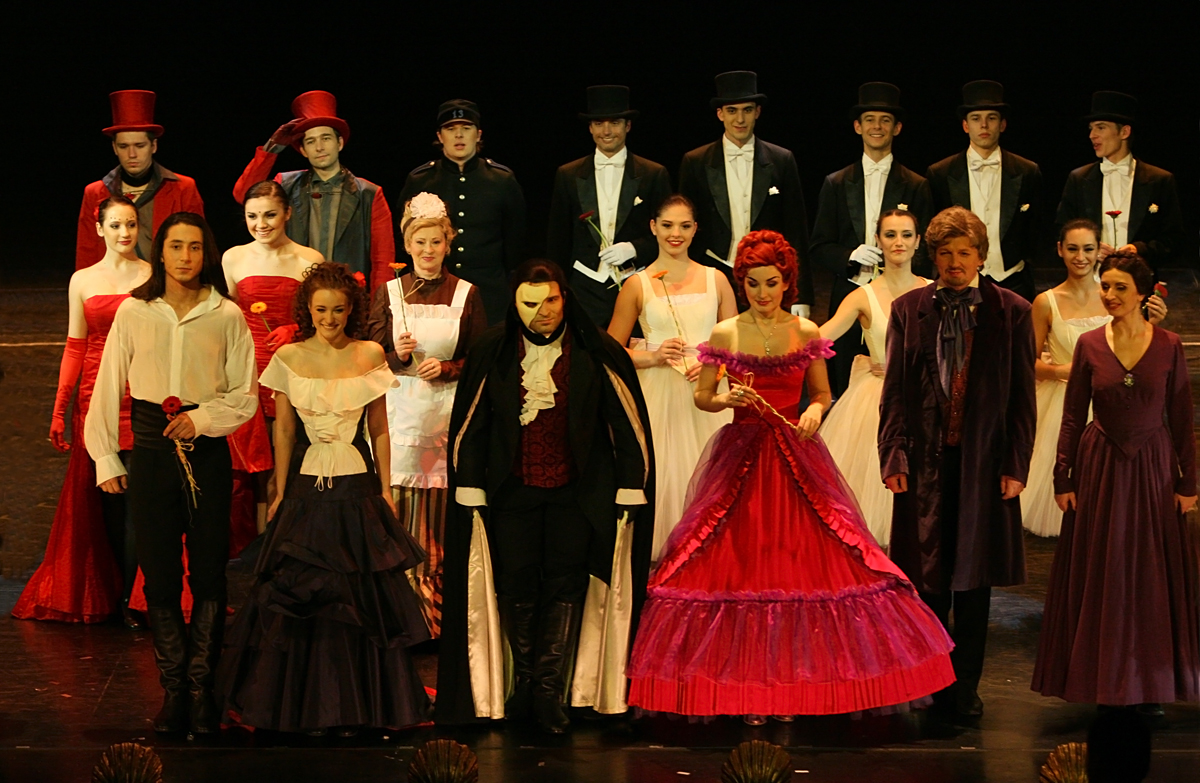
Elenco de The Phantom of the Opera en Varsovia, 2008

En su larga carrera como coreógrafa y directora, trabajó en varias producciones en Royal Opera House, Royal Shakespeare Company y English National Opera, así como en muchos espectáculos en West End y Broadway.
Gillian asegura ser la creadora en 1963 del primer espectáculo de danza en Inglaterra que era una mezcla de jazz, danza clásica y partes habladas. La obra se llamaba Collages, tenía música original de Dudley Moore, y se adelantó a espectáculos similares por muchos años. El éxito de la obra motivó que fuese retransmitida por la BBC y atrajo la atención de David Merrick, entonces conocido como «el rey de Broadway». Merrick viajó desde Estados Unidos para ver la obra y prometió a Lynne que la llevaría a trabajar a Broadway antes de un año. Cumplió su palabra y su primer musical en Broadway fue The Roar of the Greasepaint – The Smell of the Crowd.
Sus mayores éxitos son las coreografías de varios musicales escritos por Andrew Lloyd Webber: Cats (1981), El fantasma de la ópera (1986) y Aspects of Love (1989). El fantasma de la ópera ha sido escenificada en más de 10 000 ocasiones en Londres, ha sido vista por más de 100 millones de personas y ha recaudado más de 3200 millones de dólares, siendo la obra creativa que más dinero ha generado superando ampliamente a cualquier superventas, editorial o película de cine.
También es conocida por sus coreografías y dirección para televisión, principalmente en El Show de los Muppets.
En 1987 le fue otorgado el premio BAFTA —compartido con Huw Wheldon Award y Ian Squires— por la dirección y coreografía de A Simple Man.
En 1991, dirigió la gala benéfica Dance for life, encargada por Diana de Gales con el fin de recaudar fondos para caridad.
En 2002 coreografió el musical Chitty Chitty Bang Bang, escrito por los Hermanos Sherman basándose en la película del mismo título de 1968, y que fue estrenado en el London Palladium el 16 de abril de 2002, tras 50 años de ausencia del teatro londinense, con gran éxito. En 2005 la obra se trasladó a Broadway continuando con buenas críticas. Ese mismo año, introdujo algunas cambios a la coreografía del musical Cats, que se encontraba de gira por el Reino Unido.
Lynne coreografió el reestreno en Las Vegas de El fantasma de la ópera, en verano del 2006. Dirigió la gala benéfica I Want to Teach the World to Sing! en el Her Majesty's Theatre y preparó los arreglos musicales de la adaptación al teatro de El enfermo imaginario, protagonizada por Rene Auberjonois para la Shakespeare Theatre Company, que fue estrenada en Washington D. C. en verano de 2008.
En septiembre de 2009, mientras se encontraba en Nueva York celebrando el éxito de El fantasma de la ópera en el Majestic Theater, trabajo en nuevos cambios para la gira internacional de Cats que Troika Entertainment realizó en 2009 y 2010.

## Participación en obras de teatro, ballet y musicales
| - Ballet Guild - 1942-1944 - Solista - Sadler's Wells Ballet - 1944-1951 - Solista principal - London Palladium - 1951-1954 - Star Dancer - Can Can - 1954 - Claudine - New Cranks - 1960 - Cast - Rose Marie - 1960 - Wanda - England Our England - 1960/61 - Stager - Puss in Boots - 1962 - Queen of Catland - Collages - 1963 - Autora/Directora/Coreógrafa/Bailarina - Round Leicester Square - 1963 - Directora - The Roar of the Greasepaint – The Smell of the Crowd - 1965 - Coreógrafa - Pickwick - 1965 - Arreglos musicales/Coreógrafa - The Matchgirls - 1966 - Directora/Coreógrafa - The Flying Dutchman - 1966 - Coreógrafa - Barbazul - 1966 - Directora/Coreógrafa - How Now Dow Jones - 1967 - Coreógrafa - The Midsummer Marriage - 1968 - Coreógrafa - The Trojans - 1969 - Coreógrafa - Phil The Fluter - 1969 - Arreglos musicales/Coreógrafa - Love on the Dole - 1970 - Directora/Coreógrafa - Tonight At 8.30 - 1970/71 - Directora - The Ambassador - 1971 - Arreglos musicales/Coreógrafa - Lillywhite Lies - 1971 - Directora - Liberty Ranch - 1972 - Directora/Coreógrafa - Once Upon A Time - 1972 - Directora/Coreógrafa - The Card - 1973 - Arreglos musicales/Coreógrafa - Hans Christian Andersen - 1975 - Arreglos musicales/Coreógrafa - The Comedy of Errors - 1976 - Arreglos musicales - A Midsummer Night's Dream - 1977 - Codirectora | - As You Like It - 1977 - Arreglos musicales - The Way of the World - 1978 - Coreógrafa - My Fair Lady - 1978 - Arreglos musicales/Coreógrafa - Thuis Best - 1978 - Directora/Coreógrafa - Parsifal - 1979 - Coreógrafa - Once In A Lifetime - 1979 - Arreglos musicales/Coreógrafa - Songbook - 1979 - Arreglos musicales - Jeeves Takes Charge - 1980 - Directora - Tomfoolery - 1980 - Directora/Coreógrafa - To Those Born Later - 1981 - Directora - Cats - 1981 - Associate Directora/Coreógrafa - La Ronde - 1982 - Additional Directora - Alone Plus One - 1982 - Directora/Performer - The Rehearsal - 1983 - Directora - The Phantom of the Opera - 1986 - Arreglos musicales/Coreógrafa - Cabaret - 1986 - Directora/Coreógrafa - Fausto - 1990 - Coreógrafa - Aspects of Love - 1990 - Coreógrafa - Dance for Life Gala - 1991 - Directora/Productora - Valentine's Day - 1991 - Directora/Coreógrafa - Pickwick - 1993 - Arreglos musicales/Coreógrafa - That's What Friends Are For! - 1996 - Directora - Avow - 1996 - Directora - What the World Needs Now - 1998 - Directora/Coreógrafa - Gigi - 1999 - Directora/Coreógrafa - Richard Whittington - 1999 - Directora/Coreógrafa - The Secret Garden - 2000 - Arreglos musicales/Coreógrafa - Chitty Chitty Bang Bang - 2002 & 2005 - Arreglos musicales/Coreógrafa |

## Participación en películas de cine
- El señor de Balantry - 1953 - Actriz/Coreógrafa
- The Last Man To Hang - 1956 - Actriz
- Make Mine A Million - 1959 - Actriz
- Wonderful Life - 1963/64 - Arreglos musicales/Coreógrafa
- Every Day's A Holiday - 1964 - Arreglos musicales/Coreógrafa
- Three Hats For Lisa - 1964 - Arreglos musicales/Coreógrafa
- Half a Sixpence - 1967 - Arreglos musicales/Coreógrafa
- Mister Ten Per Cent - 1967 - Coreógrafa
- 200 Motels - 1971 - Arreglos musicales
- Mr Love - 1972 - Stager/Coreógrafa
- El hombre de La Mancha (película) - 1972 - Coreógrafa
- Under Milk Wood]] - 1972 - Arreglos musicales/Coreógrafa
- The Old Curiosity Shop - 1974 - Arreglos musicales
- Yentl - 1982 - Arreglos musicales
- Alice in Wonderland (1985) - 1985 - Coreógrafa
- European Vacation - 1985 - Arreglos musicales/Coreógrafa
- Cats - 1997 - Arreglos musicales/Coreógrafa